# دروازه یا
| ورودی A B | ورودی A B | خروجی A + B |
| ۰         | ۰         | ۰           |
| ۰         | ۱         | ۱           |
| ۱         | ۰         | ۱           |
| ۱         | ۱         | ۱           |

دروازهٔ یا یا گیت اُر (به انگلیسی: OR gate) یکی از دروازه‌های منطقی است که اگر دست کم یکی از ورودی‌هایش یک باشد خروجی‌اش نیز یک منطقی خواهد بود. به عبارت دیگر تنها هنگامی خروجی این دروازه صفر خواهد بود که همهٔ ورودی‌هایش صفر باشند. جدول صحت این دروازه در سمت راست رسم شده‌است. این دروازه را با OR یا علامت + نمایش می‌دهند. نماد آن به صورت یکی از اشکال زیر:
|                  |             |             |
| نماد ام‌آی‌ال/انسی | نماد آی‌ئی‌سی | نماد دی‌آی‌ان |

## تراشه‌ها
۷۴۳۲ یکی از تراشه‌های سری ۷۴۰۰ است که شامل چهار دروازهٔ یا از نوع دو ورودی می‌شود.